# تشنغ (دجغان)
تشنغ (بالفارسية: چنگ) هي مستوطنة تقع في إيران في قسم دجغان الريفي. يقدر عدد سكانها بـ 144 نسمة .